# Cosimo Ruggeri
Cosimo Ruggieri, o Ruggeri o, in francese, Côme Ruggieri e Cosme de Rogier (Firenze, ... – Parigi, 28 marzo 1615), è stato un astrologo italiano, introdotto da Caterina de' Medici nella corte francese come proprio consigliere e spia.

## Biografia

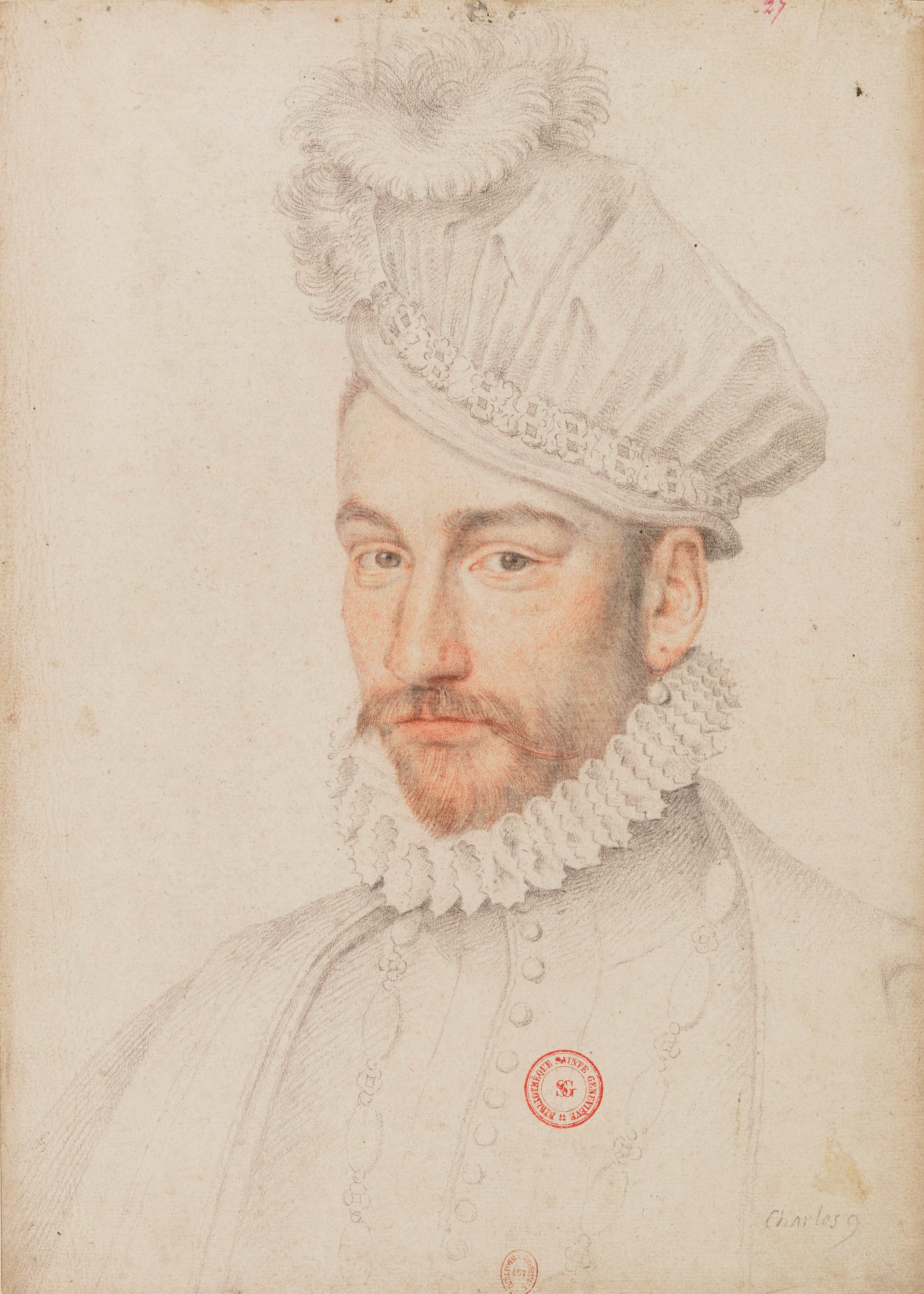
Carlo IX di Francia

Era figlio di un medico e astrologo di Lorenzo de' Medici, duca di Urbino e padre di Caterina, la quale lo avrebbe introdotto nella corte di Francia nel 1571. Per altri, il padre di Cosimo sarebbe stato al seguito di Caterina de' Medici fin dal suo arrivo in Francia per le nozze con il futuro Enrico II nel 1533.
La reputazione di Cosimo quale uomo colto e intelligente gli valse il posto di precettore dei paggi di Elisabetta d’Austria, la moglie del futuro re Carlo IX.
Una lettera del 26 aprile 1574 dell'ambasciatore Alamanni informa che il Ruggieri «faceva professione, tra l'altro, di astrologia e astrologia giudiziaria, in grado, cioè, di predire il futuro [...] arrivando a un tal credito presso la Regina madre da stare continuamente all'orecchio di Sua Maestà, sapendo così un'infinità di cose, fu scelto, pochi mesi fa, a insegnare la lingua toscana al figlio di Caterina, il duca d'Alençon, traendone considerevoli profitti». Lo scopo di Caterina era quello di far sorvegliare il proprio figlio Francesco, appartenente al partito dei politici o malcontenti, oppositori del regime assoluto che si era introdotto in Francia; inoltre, egli avrebbe anche consigliato Caterina sulla condotta da tenere nei confronti degli Ugonotti.

### La congiura di La Môle e Coconas
Il suo interesse negli affari politici finirono per coinvolgerlo nella congiura ordita da Joseph Boniface de La Môle e da Annibal de Coconas. Costoro, con la complicità di Margherita di Valois, amante di La Môle e di diverse dame di corte, come la duchessa di Nevers e la duchessa di Retz, ordirono un colpo di Stato che avrebbe dovuto defenestrare Carlo IX in favore del duca d'Alençon. Il complotto fu sventato per le delazioni del duca di Montmorency e dello stesso Ruggieri, che avrebbero informato Caterina.
L'8 aprile 1574, Carlo IX ordinò l'arresto dei congiurati e, malgrado l'intervento del duca Francesco d'Alençon e della stessa sorella Margherita, La Môle e i suoi complici furono rinchiusi nella Conciergerie e torturati.
La scoperta, nella casa di La Môle, di una figurina di cera trafitta da aghi, che si pensava raffigurasse il re, il cui stato di salute appariva allora molto compromesso, fece ritenere che si fosse in presenza di atti di magia nera: la statuina venne attribuita a Ruggeri che, saputo dell'ordine di arresto ai suoi danni, il 22 aprile 1574 si rifugiò nella casa di campagna dell'ambasciatore di Toscana, presso Parigi. Venne tuttavia arrestato poco dopo nella foresta di Saint-Germain, camuffato da contadino.
Mentre La Môle e Coconas vennero decapitati il 30 aprile 1574, Ruggeri fu condannato ai remi della galera, pena per la quale tuttavia ebbe trattamenti di favore, alloggiando nella cabina stessa del capitano, facendone «un'accademia di matematica e d'astrologia».
Graziato da Caterina qualche tempo dopo, Ruggeri riapparve a corte e nel 1585 gli fu concessa la commenda dell'abbazia di Saint-Mathieu, in Bretagna, come ricompensa della sua attività di spionaggio a favore dei reali delle attività del duca di Alençon.

### Nuova accusa

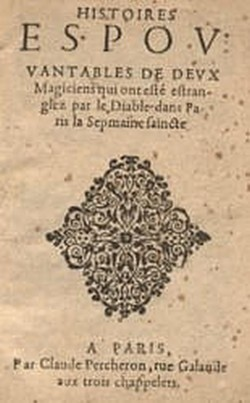
Copertina del volume: Histoires espouvantables de deux Magiciens qui ont esté étranglez par le Diable dans Paris, pendant la Sepmaine Saincte, aprile 1615

Nel 1598, a Nantes, Ruggieri fu nuovamente sospettato di partecipazione all'attentato contro Enrico IV perché venne rinvenuta nella sua casa una statuetta di cera raffigurante il re, trafitto al cuore da uno spillone. Arrestato, Ruggieri si difese sostenendo di aver salvato il re, con le sue arti, al tempo del Massacro di San Bartolomeo e venne liberato per ordine dello stesso Enrico IV, scettico riguardo a queste pretese arti magiche.
Sotto la reggenza di Maria de' Medici Ruggieri frequentò il circolo del favorito Concino Concini e della moglie Leonora Dori Galigai, i quali «apprezzavano quel bello spirito», e pubblicò un almanacco sotto lo pseudonimo di Querberus: con esso prediceva il futuro godendo della protezione di influenti personaggi della corte francese.

### La morte
Cosimo Ruggieri morì il 28 marzo 1615: durante il suo funerale vi furono incidenti nella strade di Parigi, a causa della sua fama di ateo. Al confessore venuto a portargli l'estrema unzione, Ruggeri avrebbe gridato dal suo letto di morte:
L'episodio, ripreso anche dal gesuita François Garasse (1585-1631) ha tuttavia il sapore della leggenda, volta in questo caso a diffamare ulteriormente un personaggio controverso.